# Tateanthus
Tateanthus é um género botânico pertencente à família Melastomataceae.